# 文峰宫三代祠
文峰宫三代祠，位于中国福建省莆田市荔城区镇海街道文献东路，原为凤山寺报功祠，清嘉庆八年（1803年），改为三代祠，1940年于三代祠右建三层的升天楼，总占地面积约700平方米。悬山顶，抬梁结构，前檐立元代石柱，祠内嵌两通嘉庆纪年的石碑。附属文物凤山寺大殿，清康熙二年（1663年）始建，道光年间（1821—1850年）重修。坐北朝南，重檐歇山顶，穿斗式结构，占地面积975.32平方米。2009年11月16日公布为第七批福建省文物保护单位。